# The Spot
The Spot, ou thespot.com, criada por Scott Zakarin em 1995, foi a primeira websérie interativa. Para cobrir os custos de produção e uso de rede, a página mostrava anúncios publicitários, bem como anunciava produtos em suas postagens. O site ganhou um dos primeiros prêmios Webby.

## Visão geral
The Spot era apresentado de forma semelhante a  "Melrose Place", apresentando um elenco rotativo de atores que interpretavam jovens modernos  que alugavam quartos em uma lendária casa de praia chamada "The Spot", em Santa Monica, Califórnia. Alguns dos atores também eram escritores e funcionários de produção nos bastidores do site, enquanto alguns apareceram posteriormente em filmes independentes ou em séries de televisão.
Os personagens, chamados de "Spotmates", faziam postagens quase todos os dias (semelhante ao que mais tarde veio a ser chamado de blog), respondiam a e-mails e postavam fotos e vídeos de suas atividades. A fandom do site, que se autodenominavam "Spotfans", interagia diariamente com os Spotmates e entre si, discutindo os eventos na casa.
A série engajava o público permitindo que eles se tornassem parte do enredo e dessem conselhos aos personagens - às vezes conseguindo mudar a forma como respondiam às situações da história. Os espectadores foram encorajados a postar no fórum (o "Spotboard"), enviar e-mail para os vários personagens oferecendo-lhes ideias, conselhos e até mesmo argumentos para seus dilemas, dramas e pontos de vista. A opinião do público foi usada pelos escritores para afetar as direções do enredo, permitindo à equipe de roteiristas uma capacidade de manobra impossível nos meios de comunicação tradicionais.

## História
O site foi inaugurado em junho de 1995 por Scott Zakarin, que na época era um aspirante a cineasta de Nova Iorque que dirigia comerciais de televisão para a agência de publicidade Fattal e Collins. Ele convenceu seu empregador a apoiar a ideia de um site de ficção interativo, e o resultado foi o site de ficção interativa de maior sucesso até hoje. O site recebia mais de 100.000 acessos por dia, uma resposta tremenda para a época.
Na primavera de 1996, impulsionado pelo intenso interesse da mídia no projeto, Zakarin vendeu sua participação para investidores minoritários, que buscavam adquirir capital de risco para criar uma rede online chamada American Cybercast, uma derivada da Fattal & Collins. A Fattal & Collins pediu a sua vice-presidente, Sheri Herman, que trouxesse capital de risco, pois o The Spot não era monetizado e estava drenando os recursos da empresa. Em questão de semanas, Herman trouxe a Intel, que levou investidores adicionais a uma rodada de financiamentoi nicial  de 7 milhões de dólares. Os novos investidores queriam um número maior de webisódios criados sob o nome da American Cybercast.
Zakarin foi mais tarde despedido pela American Cybercast por causa de diferenças criativas em relação ao site original, e a produção continuou sob diferentes redatores / gerentes.
The Spot continuou produzindo conteúdo original até o final da primavera e início do verão de 1997, quando a American Cybercast declarou falência quando o público do site foi diminuindo por uma onda de imitadores, alguns profissionais e outros amadores. Os recursos da empresa também foram drenados por três outras séries (Eon-4, The Pyramid e Quick Fix) criadas pela empresa para explorar o sucesso de The Spot. Cada uma dessas séries adicionais, assim como a primeira, atraíram um número significativo de seguidores. Mas nenhuma conseguiu gerar publicidade suficiente para sustentá-las financeiramente. The Spot encerrou sua produção inicial na noite de 30 de junho / 1 de julho de 1997, embora permanecesse disponível online com todos os episódios arquivados, e manteve seu fórum de mensagens ao vivo aberto por cerca de dois anos após o último episódio. The Spot também gerou uma série de comunidades de fóruns de mensagens on-line de fãs de outros programas. 
Sem envolvimento de Zakarin ou da equipe de criação original, The Spot foi trazido de volta à vida para um relançamento em 2004 por Stewart St. John, o último produtor executivo da série original, e Todd Fisher. Teve um certo sucesso inicial em seu relançamento e incluiu um aspecto sem fio que era exclusivo da Sprint, mas desde então se tornou obscuro mais uma vez. John e Fisher permanecem ativos em outros filmes e projetos online por meio de sua empresa Stewdiomedia. Outro relançamento foi tentado em 2011 com a tela inicial introdutória original e três episódios com atores inéditos, afirmando a premissa de que a casa foi recomprada e reaberta como uma mistura de residência e centro de produção para um remake, a ser montado por um jovem elenco de profissionais criativos. O relançamento foi impedido pela CyberOasis, Inc., a empresa que adquiriu a propriedade intelectual do site original.

## Elenco
Os personagens foram "interpretados" principalmente por modelos, com suas postagens sendo escritas por Zakarin, sua assistente Laurie "Shiers" Plaksin e os redatores / atores Dennis Dortch, Jeff Gouda e Melanie Hall.
O elenco inicial (1995-97) contou com a presença;
| Ator / Atriz           | Personagem    |
| ---------------------- | ------------- |
| Laurie Plaksin         | Tara Hartwick |
| Kristin Herold         | Michelle      |
| Tim Abell              | Jeff Benton   |
| Armando Valdes-Kennedy | Lon Oliver    |
| Kristen Dolan          | Carrie Seaver |
| Jeff Gouda             | Chase         |
| Jeff Gouda             | Becker        |
| Melanie Hall           | Caldwell      |
| Melanie Hall           | Emily         |
| Rich Tackenberg        | Wulf          |
| Lynn Elliot            | Fedex Kim     |